# Arre (rivière)
Pour les articles homonymes, voir Arre.
L'Arre est une rivière du département du Gard dans la région Occitanie et un affluent droit du fleuve Hérault.

## Géographie
L'Arre est une rivière de 23,6 kilomètres prenant sa source dans les Cévennes entre le Causse du Larzac et le massif de l'Aigoual dans le département du Gard en France, à l'altitude 646 mètres, sur la commune d'Alzon entre les lieux-dits Roc de Berdu, Boucaret et Case Vieille. Elle se jette en rive droite dans le fleuve Hérault à l'altitude de 185 mètres sur la commune de Roquedur, près du hameau du Pont d'Hérault sur la commune de Saint-André-de-Majencoules.

### Départements et villes traversés
- Gard : Le Vigan, Arre, Bez, Molières-Cavaillac et Avèze.

### Communes et cantons traversés
Dans le seul département du Gard, l'Arre traverse les neuf communes suivantes, dans trois cantons, dans le sens amont vers aval, de : Alzon, Arrigas, Aumessas, Arre, Bez-et-Esparon, Molières-Cavaillac, Avèze, Le Vigan et Saint-André-de-Majencoules (confluence).
Soit en termes de cantons, l'Arre prend sa source dans le canton d'Alzon, traverse le canton de Vigan, conflue dans le canton de Valleraugue et le tout dans le même arrondissement du Vigan.

### Bassin versant
L'Arre traverse une seule zone hydrographique « L'Arre » (Y201) de 174 km2 de superficie. Ce bassin versant est constitué à 85,87 % de « forêts et milieux semi-naturels », à 11,45 % de « territoires agricoles », à 2,84 % de « territoires artificialisés ».

### Organisme gestionnaire
L'organisme gestionnaire est un établissement public territorial de bassin (EPTB) agissant en tant que syndicat mixte du bassin du fleuve Hérault (SMBFH). Il est créé en 2009 et sis à Clermont-l'Hérault.

## Affluents
L'Arre a quatorze affluents référencés :
- le ravin de Leyrolle (rd[note 1]) 1,55 km traversant la commune d'Arrigas[5].
- la rivière le Bavezon (rg)[6] 8,66 km traversant les communes d'Arrigas et d'Aumessas[7] et prenant sa source près de la Mare du Col des Portes à plus de 1 260 mètres[4] avec trois affluents :
  - le valat de Fontfroide (rd) 2,04 km traversant la commune d'Aumessas[8].
  - le ruisseau de la Fobie (rg) 3,22 km traversant la commune d'Aumessas avec un affluent[9] :
    - le ruisseau du Devès (rg) 1,76 km sur la commune d'Aumessas[10].

  - le ruisseau d'Albagne (rd) 5,43 km traversant les communes d'Arrigas et d'Aumessas[11].
- le ruisseau de Rieusset (rg) 1,38 km traversant les communes d'Arre, d'Aumessas et de Bez-et-Esparon[12].
- le ravin du Tour (rd) 3,08 km traversant les communes d'Arre et d'Arrigas[13].
- le valat de la Bernadelle (rd) 2,44 km traversant la commune d'Arre[14] avec un affluent :
  - le valat de la Coste (rg) 1,45 km traversant la commune d'Arre[15].

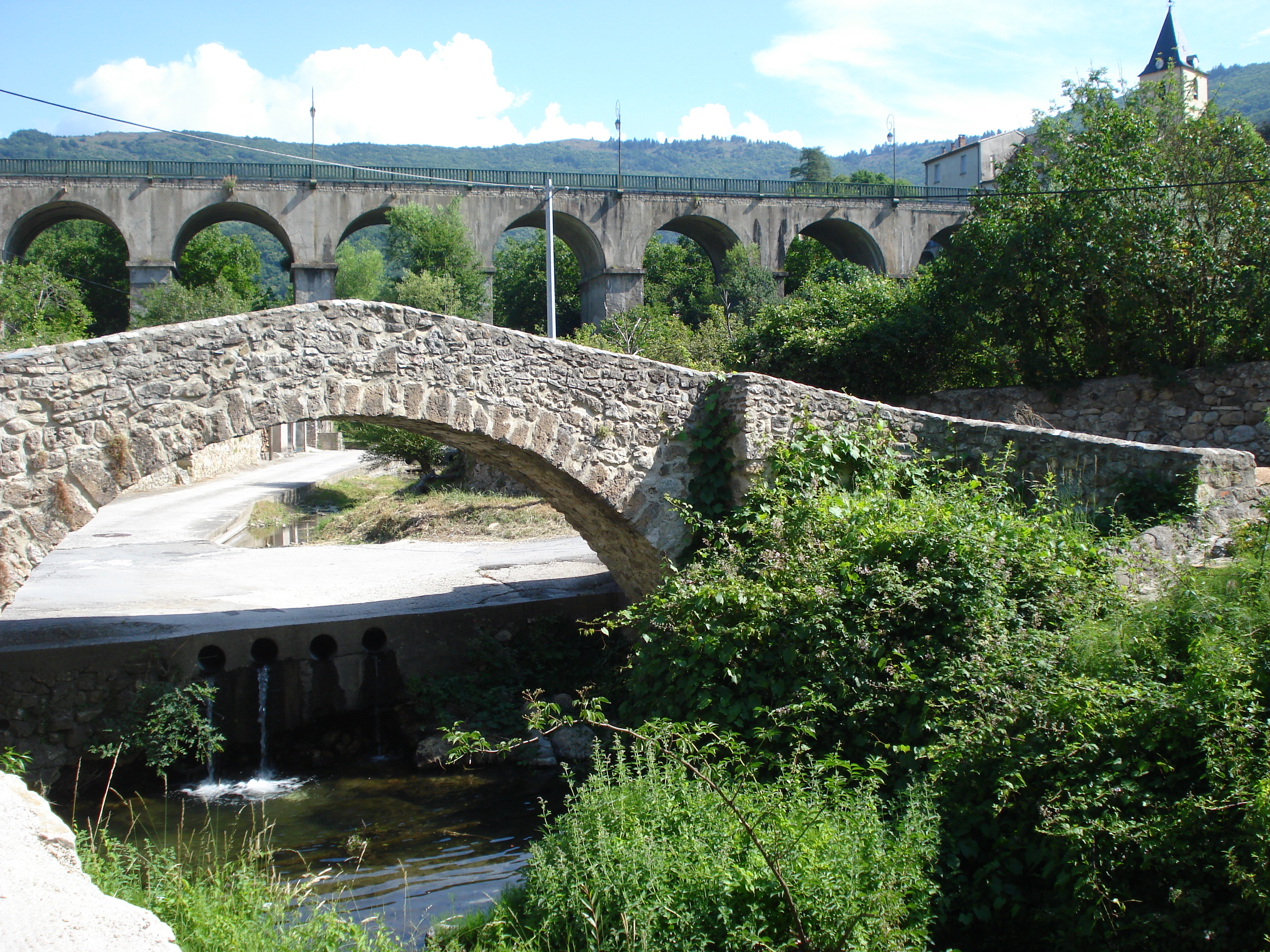
Le Merlanson avec ses deux ponts à Bez-et-Esparon.

- le ruisseau le Merlanson (rg) 2,78 km traversant la commune de Bez-et-Esparon[16].
- la rivière la Glèpe (rd) 6,4 km traversant les communes d'Avèze, de Montdardier et de Pommiers[17] avec deux affluents :
  - le valat du Joncas (rg) 0,66 km traversant la commune de Montdardier[18] et prenant sa source à moins d'un kilomètre au nord du château de Montdardier.
  - le valat de Rial (rg) ou valat de la Combe de Ragnas[19], 2,02 km traversant la commune de Montdardier[20].
- le Coudoulous (rg) 12,59 km traversant les communes d'Arphy, d'Aulas, d'Avèze, de Bréau-Mars et de Molières-Cavaillac avec six affluents[21].
- le valat de Loves (rd) 3,86 km traversant les communes d'Avèze, de Pommiers et du Vigan[22].
- le ruisseau de Coularou (rd) 6,03 km traversant les communes de Pommiers, de Saint-Bresson et du Vigan[23].
- le valat de Bauquiès (rg) 1,63 km traversant la commune du Vigan[24].
- le valat de la Masque (rg) 1,32 km traversant la commune du Vigan[25].
- le valat des Faysses (rd) 1,28 km traversant la commune de Saint-André-de-Majencoules[26].
- le ruisseau l'Arboux (rg) 8,96 km s'appelant aussi le valat de Courbière[27], valat de Cap de Côte puis le ruisseau de Navès[28] traversant les communes de Mandagout et de Saint-André-de-Majencoules[29], avec quatre affluents :
  - le ruisseau des Vieilles (rg) 2,26 km traversant la commune de Mandagout[30].
  - le ruisseau des Baumelles (rg) 3,52 km traversant la commune de Mandagout[31].
  - le valat de Valdivin (rg) 0,94 km traversant les communes de Mandagout et de Saint-André-de-Majencoules[32].
  - le ruisseau du Gazel (rd) 4,2 km traversant les communes de Mandagout et de Saint-André-de-Majencoules[33] avec un affluent :
    - le ruisseau de Bédous (rd) 1,67 km traversant la commune de Mandagout[34].

### Rang de Strahler
Donc son rang de Strahler est de quatre.

## Hydrologie
Avec un débit annuel de 5,49 m3/s, c'est le troisième plus grand affluent de l'Hérault.

### L'Arre au Vigan
Son module est observé à la station la Terrisse, pour un bassin versant de 155 km2 à l'altitude 187 m de l'année 1953 à 2008 soit sur plus de 56 ans.

### Crues
Son débit instantané maximal donc de crue est de 529 m3/s le 8 novembre 1982 et à la même date la hauteur instantanée maximale de 6,89 mètres et pour un débit journalier maximal ou QJX 464 m3/s.
Sachant que son QIX 50 est de 250 m3/s, il s'agit d'une crue plus que cinquantennale.

## Aménagements et écologie
En 2014, deux parcours de descente en canoë-kayak sont répertoriés sur le cours d'eau : Haute Arre (P1) et Basse Arre (P2) respectivement de 15 et 6 km.
En 2019, l'association agréée de pêche et de protection des milieux aquatiques (AAPPMA) a tenu son assemblée générale où il est délibéré d'effectuer un lâcher de 300 kg de « truites surdensitaires » sur les communes d'Avèze, du Vigan, d'Arre, de Bez et de Pont-d'Hérault pour l'ouverture de la pêche. Un bilan est effectué sur la pollution accidentelle survenue en 2015 où plus de six cents truites sont mortes dans l'Arre,.
En 2020, un chantier est réalisé sur la rivière le Bavezon pour restaurer l'ancienne pansière dont l'étude de faisabilité est validée par le « syndicat mixte Ganges - Le Vigan ».

## Galerie

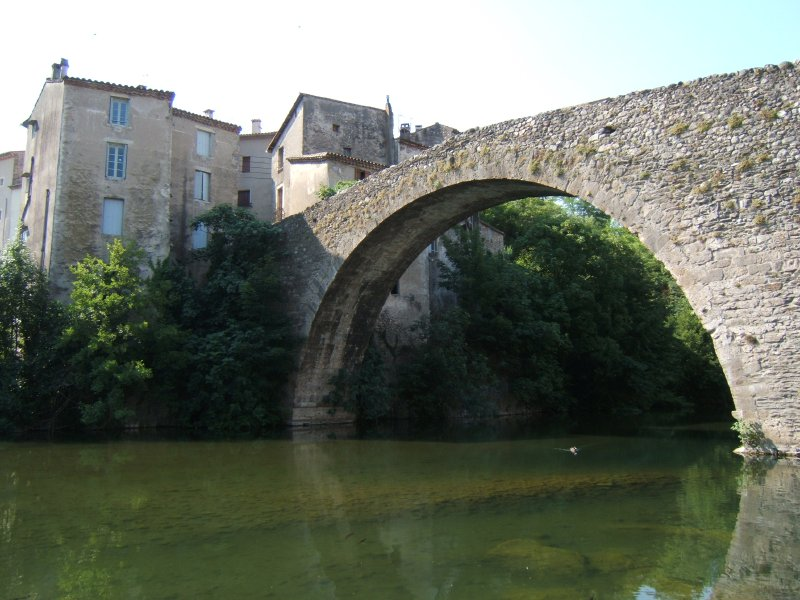
L'Arre en été au Pont du Vigan.
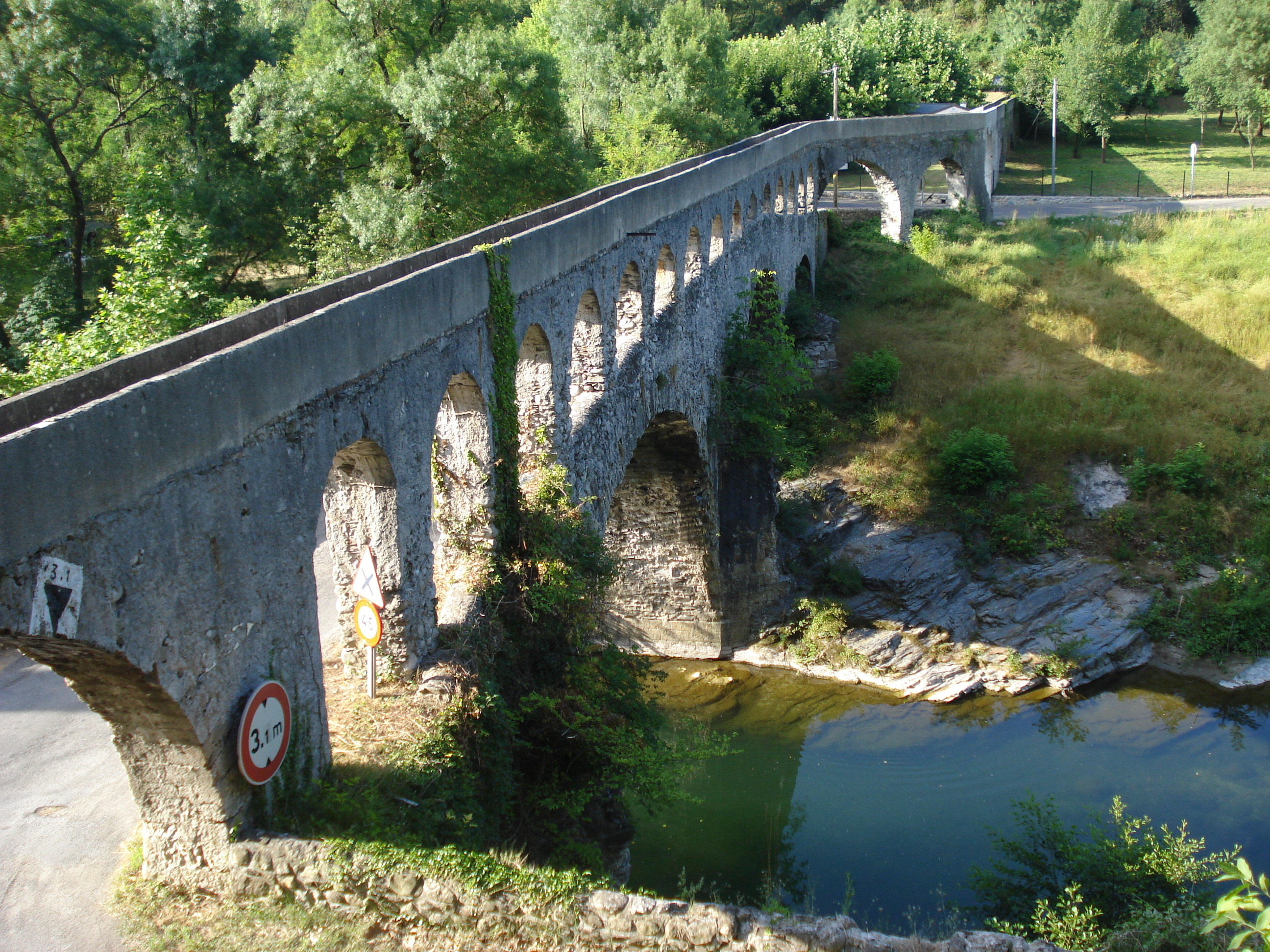
Aqueduc sur l'Arre en aval du Vigan.
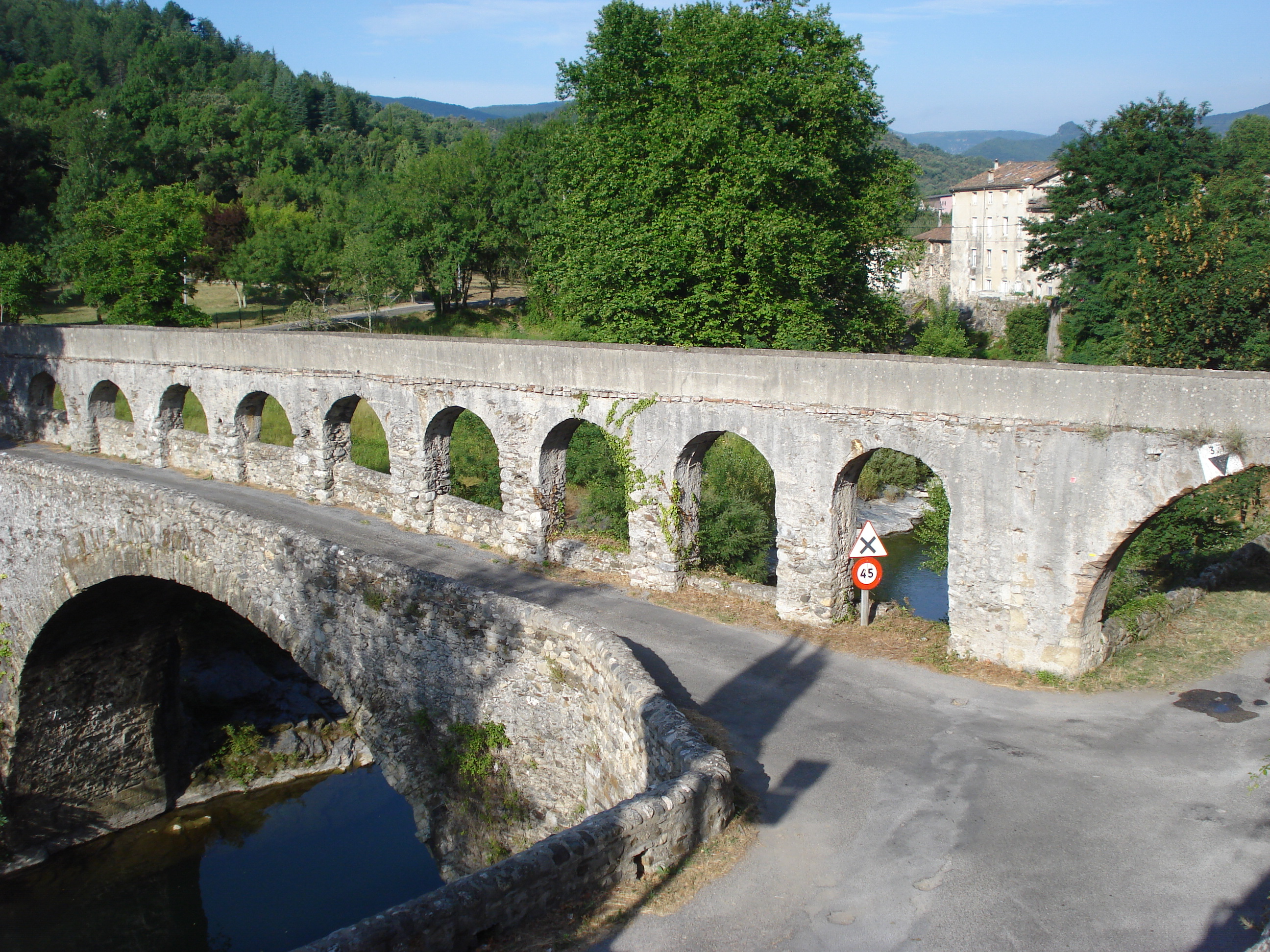
Aqueduc sur l'Arre en aval du Vigan.
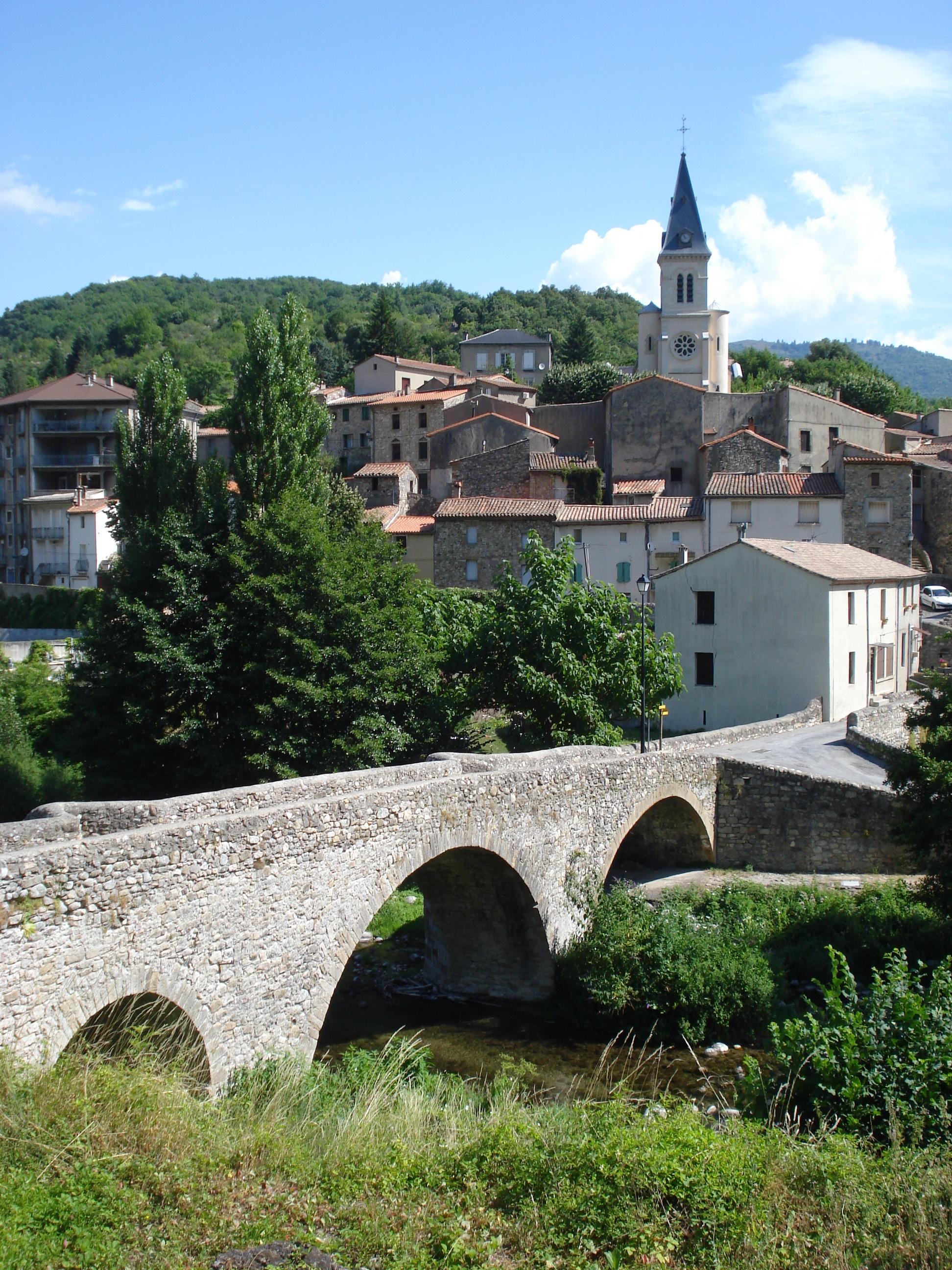
L'Arre à Arre.